# برايان كارلسون
برايان كارلسون (بالإنجليزية: Brian Carlson)‏ هو لاعب دوري الرغبي أسترالي، ولد في 12 فبراير 1933 في Wyoming, New South Wales ‏ في أستراليا، وتوفي في 14 أبريل 1987.